# عقاد
عقاد  یک منطقهٔ مسکونی در عمان است.